# Kiesdistricten van Leyte
De kiesdistricten van Leyte (Engels: Legislative Districts of Leyte), zijn de vijf administratieve gebieden waarin de Filipijnse provincie Tarlac is ingedeeld ten behoeve van de verkiezingen voor het Filipijns Huis van Afgevaardigden. Elk van de vijf kiesdistricten heeft een eigen vertegenwoordiger in het Huis van Afgevaardigden. Elke drie jaar kunnen de inwoners in elk van deze districten een nieuwe vertegenwoordiger kiezen. Sinds de nieuwe Filipijnse Grondwet van 1987 kunnen dergelijke afgevaardigden slechts drie termijnen achtereen in het Huis worden gekozen.
In het verleden is de indeling van de kiesdistricten van Leyte diverse malen gewijzigd. Van 1907 tot 1972 kende Leyte vijf kiesdistricten. Dit werd in 1961 teruggebracht tot vier, naar aanleiding van het ontstaan van de nieuwe provincie Southern Leyte in 1959. Bovendien werden de overgebleven districten hernoemd van eerste, tweede, vierde en vijfde district naar respectievelijk derde, vierde, eerste en tweede district. Tussen 1972 en 1987 bestond het Filipijnse Huis van Afgevaardigden niet en werd de indeling in kiesdistricten dus ook niet gebruikt. Vanaf 1987 tot 2013 was de provincie Leyte weer in vijf districten ingedeeld. Door het ontstaan van de provincie Biliran maken de gemeenten in deze provincie sinds 1995 geen deel meer uit van het derde kiesdistrict van Leyte. 

## 1e kiesdistrict
- Gebied: Alangalang, Babatngon, Palo, San Miguel, Santa Fe, Tacloban, Tanauan, Tolosa
- Oppervlakte: ? km²
- Bevolking (2007): 511.031

| Periode               | Afgevaardigde                 |
| --------------------- | ----------------------------- |
| 8e Congres 1987–1992  | Cirilo Roy G. Montejo         |
| 9e Congres 1992–1995  | Cirilo Roy G. Montejo         |
| 10e Congres 1995–1998 | Imelda Marcos                 |
| 11e Congres 1998–2001 | Alfred S. Romualdez           |
| 12e Congres 2001–2004 | Ted Failon                    |
| 13e Congres 2004–2007 | Remedios L. Petilla           |
| 14e Congres 2007–2010 | Ferdinand Martin G. Romualdez |
| 15e Congres 2010–2013 | Ferdinand Martin G. Romualdez |
| 16e Congres 2013–2016 | Julio Ledesma IV              |
| 17e Congres 2016–2019 | Yedda Romualdez               |

## 2e kiesdistrict
- Gebied: Barugo, Burauen, Capoocan, Carigara, Dagami, Dulag, Jaro, Julita, La Paz, MacArthur, Mayorga, Pastrana, Tabontabon, Tunga
- Oppervlakte: ? km²
- Inwoners (2015): 406.359

| Periode               | Afgevaardigde             |
| --------------------- | ------------------------- |
| 8e Congres 1987–1992  | Manuel L. Horca jr.       |
| 9e Congres 1992–1995  | Sergio Antonio F. Apostol |
| 10e Congres 1995–1998 | Sergio Antonio F. Apostol |
| 11e Congres 1998–2001 | Sergio Antonio F. Apostol |
| 12e Congres 2001–2004 | Trinidad G. Apostol       |
| 13e Congres 2004–2007 | Trinidad G. Apostol       |
| 14e Congres 2007–2010 | Trinidad G. Apostol       |
| 15e Congres 2010–2013 | Sergio Antonio F. Apostol |
| 16e Congres 2013–2016 | Sergio Antonio F. Apostol |
| 17e Congres 2013–2016 | Henry Ong                 |

## 3e kiesdistrict
- Gebied: Almeria (tot 1995), Biliran (tot 1995), Cabucgayan (tot 1995), Caibiran (tot 1995), Calubian, Culaba (tot 1995), Kawayan (tot 1995), Leyte, Maripipi (tot 1995), Naval (tot 1995), San Isidro, Tabango, Villaba
- Oppervlakte: ? km²
- Inwoners (2015): 179.594

| Periode               | Afgevaardigde               |
| --------------------- | --------------------------- |
| 8e Congres 1987–1992  | Alberto S. Veloso           |
| 9e Congres 1992–1995  | Alberto S. Veloso           |
| 10e Congres 1995–1998 | Alberto S. Veloso           |
| 11e Congres 1998–2001 | Eduardo K. Veloso           |
| 12e Congres 2001–2004 | Eduardo K. Veloso           |
| 13e Congres 2004–2007 | Eduardo K. Veloso           |
| 14e Congres 2007–2010 | Andres D. Salvacion jr.     |
| 15e Congres 2010–2013 | Andres D. Salvacion jr.     |
| 16e Congres 2013–2016 | Alfredo Abelardo B. Benitez |
| 17e Congres 2016–2019 | Vicente Veloso              |

## 4e kiesdistrict
- Gebied: Albuera, Isabel, Kananga, Matag-ob, Merida, Ormoc, Palompon
- Oppervlakte: ? km²
- Inwoners (2015): 471.197

| Periode               | Afgevaardigde            |
| --------------------- | ------------------------ |
| 8e Congress 1987–1992 | Carmelo J. Locsin        |
| 9e Congres 1992–1995  | Carmelo J. Locsin        |
| 10e Congres 1995–1998 | Carmelo J. Locsin        |
| 11e Congres 1998–2001 | Maria Victoria L. Locsin |
| 12e Congres 2001–2004 | Eufrocino M. Codilla sr. |
| 13e Congres 2004–2007 | Eufrocino M. Codilla sr. |
| 14e Congres 2007–2010 | Eufrocino M. Codilla sr. |
| 15e Congres 2010–2013 | Lucy Torres-Gomez        |
| 15e Congres 2010–2013 | vacant                   |
| 16e Congres 2013–2016 | Lucy Torres-Gomez        |
| 17e Congres 2016–2019 | Lucy Torres-Gomez        |
| 18e Congres 2019–2022 | Lucy Torres-Gomez        |
| 19e Congres 2022–2025 | Richard Gomez            |

## 5e kiesdistrict
- Gebied: Abuyog, Bato, Baybay, Hilongos, Hindang, Inopacan, Javier, Mahaplag, Matalom
- Oppervlakte: ? km²
- Inwoners (2015): 398.587

| Periode               | Afgevaardigde               |
| --------------------- | --------------------------- |
| 8e Congres 1987–1992  | Eriberto V. Loreto          |
| 9e Congres 1992–1995  | Eriberto V. Loreto          |
| 10e Congres 1995–1998 | Eriberto V. Loreto          |
| 11e Congres 1998–2001 | Maria Catalina L. Loreto-Go |
| 12e Congres 2001–2004 | Carmen L. Cari              |
| 13e Congres 2004–2007 | Carmen L. Cari              |
| 14e Congres 2007–2010 | Carmen L. Cari              |
| 15e Congres 2010–2013 | Jose Carlos Cari            |
| 16e Congres 2013–2016 | Jose Carlos Cari            |
| 17e Congres 2016–2019 | Jose Carlos Cari            |

### 1931–1961
- Gebied: Alangalang, Barugo, Burauen, Capoocan, Carigara, Dagami, Jaro, La Paz, Pastrana, Tunga (vanaf 1949), Julita (vanaf 1949), Tabontabon (vanaf 1950)

| Periode                                           | Afgevaardigde    |
| ------------------------------------------------- | ---------------- |
| 9e legislatuur 1931–1934                          | Ruperto Kapunan  |
| 10e legislatuur 1934–1935                         | Jorge B. Delgado |
| 1st National Assembly 1935–1938                   | Ruperto Kapunan  |
| 2nd National Assembly 1938–1941                   | Ruperto Kapunan  |
| 3rd National Assembly 1941–1946                   | Jose Ma. Veloso  |
| 1e congres van de Filipijnse gemenebest 1946–1949 | Atilano R. Cinco |
| 2e congres van de Filipijnse gemenebest 1949–1953 | Atilano R. Cinco |
| 3e congres van de Filipijnse gemenebest 1953–1957 | Alberto T. Aguja |
| 4e congres van de Filipijnse gemenebest 1957–1961 | Alberto T. Aguja |